# Јоксимовић (презиме)
Јоксимовић је старо српско презиме, распрострањено у Црној Гори, Србији и БиХ. Води порекло од династије Немањића, који су средњем веку носили титуле кнеза и војводе. Доселили су се са Космета из Вучитрна у Црну Гору, Србију и Босну 1660. године. Кроз историју су имали високе положаје у власти, што им је омогућило да жупа Љубовиђа којом су владали, падне под турску власт тек у XVII веку.

## Поријекло Јоксимовића из Сарајева
Када су Босном владали Турци, око 1780. године у селу Влашкову код Илијаша живјела је породица Даниловића. Даниловићи су у Влашково доселили из Крајнице, а траг води да су дошли из села Медено, 20 km, западно од Мркоњић Града. У том селу живи фамилија Даниловића који славе Св. Трифуна. Велика је могућност да су ти Даниловићи црногорског поријекла јер је то презиме црногорско. Једне јесени, кроз село Влашково наиђоше турци и од бијеса, из кубуре убише једног Даниловића који је на храсту сјекао лиснате гране за овце. Остали Даниловићи осветише свога брата убивши Турчина и њих четворица браће напустише Влашково и одоше на четири стране. Да би се спасили од турске одмазде промјенише своје презиме. Први брат оде на Нишиће (Кривајевићи) код Олова и узе себи презиме Мотика. Од те лозе настадоше Дивчићи на Требевићу, а од њих Подинићи према Романији. Други брат оде у село Кралупе код Илијаша и узе презиме Михољчић. Трећи брат настани се у село Кадариће код Илијаша узевши презиме Зец. Четврти брат од Даниловића, Перо, одсели у село Подгору, источно, између Илијаша и Брезе, те по оцу Јосифу и мајци Јоки даде себи презиме Јоксимовић. Живио је Перо у Подгори неко вријеме док поново не дође у сукоб са Турцима те одатле подиже своју породицу и одсели се два километра изнад Подгоре у село Очевље. Од Перина три сина Симе, Ристе и Јове разви се фамилија Јоксимовић која је у Очевљу живјела око 190 године. Људи из фамилија Јоксимовића веоома су гостољубиви и вриједни.- Сви воле пјесму и шалу, воле гусле и јуначке пјесме. Са великом радошћу и весељем славе Св.Трифуна (14.фебруар), крсну славу фамилија. Јоксимовићи су живјели обрађујући посну, брдску земљу и гајећи стоку. Били су мајстори за обраду дрвета. У дуборезу су израђивали дивне гусле и плоске за сватове. Послије другог свијетског рата (1945.год) почели су Јоксимовићи да се запошљавају у државна предузећа. У почетку су били рудари у Брези, а ксније су почели да се школују и запошљавају као занатлије, техничари, инжињери и љекари. Тако за бољим животом почеше Јоксимовићи напуштати своје родно село Очевље и одлазити у свијет, али нису га никад заборавили, увијек су долазили да поново посјете. Када је 1992.год букнуо грађански рат у Босни на Очевље удари неколико стотина, до зуба наоружаних муслимана. Било је то 2.јуна 1992. године. Тридесетак бораца из сла јуначки дочекаше непријатеља, али малобројни, ивидјевши да се без помоћи не могу одбранити, одлучише да се напусти село. Сви становници тог дана, са великом тугом, оставише своја вјековна огњишта и повукоше се у Илијаш.Трећи дан, уђоше усташе и напуштено село, опљчкаше га, разрушише и уништише. Тако нестане једног лијепог српског села, ни кривог ни дужног, али зато што је било српско. Након предаје Илијаша, муслиманима 1996. године(по нарђењу свјетских сила) породице лозе Јоксимовића населише се од Власенице до Бијељине.
У овом крвавом рату живот изгуби пет Јоксимовића.
Јован Ђорђин и Срђан Неђин у најбољим годинама, а Милинко Савин и Јанко и Томо Бранкови као старији.
И.Ј.
Бијељина, јули 1996. год

## Знаменити Јоксимовићи
- Драгић Јоксимовић, адвокат
- Жељко Јоксимовић, српски певач
- Петар Јоксимовић, фудбалер
- Дејан Јоксимовић, фудбалер
- Саво Јоксимовић, генерал
- Небојша Јоксимовић, кошаркаш
- Саша Јоксимовић, глумац
- Јадранка Јоксимовић, политичарка
- Јована Јоксимовић, новинарка
- Велиша Јоксимовић, књижевник
- Igor Joksimović, fudbal